# Roufta
Roufta (ou Roufto) est une localité du Cameroun située dans le département du Mayo-Tsanaga et la Région de l'Extrême-Nord, à la frontière avec le Nigeria, dans les monts Mandara. Elle fait partie de la commune de Mogodé et du canton de Mogodé rural.

## Population
En 1966-1967, Roufta comptait 1 669 habitants, pour la plupart des Kapsiki. À cette date, un marché hebdomadaire régional s'y tenait le jeudi.
Lors du recensement de 2005, elle en comptait 2 860.

## Transports
En 1972 elle était inaccessible en voiture.